# Инициаль

Шэн

Структура китайского слога

Инициаль (шэн) — термин, связанный с китайской языковедческой традицией и обозначающий начальный согласный звук слога или начальную консонантную группу слога в слоговых языках.
Инициаль и финаль (остальная часть слога) с точки зрения выделимости при функциональной сегментации сопоставимы с фонемами неслоговых языков.

## Пример
- В китайском слоге шэн «ш» — это инициаль, «эн» — финаль, состоящая только из рифмы: «э» — это централь, а «н» — терминаль.
- В тибетском слоге тром «тр» — инициаль, «о» — медиаль, «м» — финаль.